# Siebnen
Siebnen ist eine Ortschaft im Bezirk March des Kantons Schwyz in der Schweiz und liegt am Fusse des Stockbergs auf etwa 450 m ü. M.
Obwohl Siebnen eine ziemlich grosse Ortschaft mit geschlossener Siedlungsstruktur ist, hat sie weder den Rang einer eigenständigen politischen Gemeinde, noch ist sie Teil einer einzelnen Gemeinde. In kirchlicher Hinsicht (seit 1927) und bezüglich der Postzustellung stellt Siebnen jedoch eine Einheit dar.

## Geschichte
Die erste urkundliche Erwähnung des Dorfes Siebnen datiert aus dem Jahre 972 nach Christus unter dem Namen Sibineihha. Dieser Name ist von den sieben Eichen abgeleitet, die am Ufer der vorbeiströmenden Wägitaler Aa standen.
1834 wurde durch Caspar Honegger (1804–1881) von Rüti eine Weberei am rechten Ufer der Wägitaler Aa in Betrieb genommen. Ab 1842 produzierte er in der Werkstätte dieser Weberei die ersten weltberühmten Honegger Webstühle. Mit der Betriebseröffnung der Bahnlinie Zürich-Ziegelbrücke im Jahre 1875 ergaben sich für die wirtschaftliche Weiterentwicklung neue Perspektiven. Das Dorf Siebnen entwickelte sich zusehends. Weitere neue Fabriken wurden gebaut, so die Spinnerei Hürlimann (heute Gewerbehaus) an der Wägitalstrasse und im Jahre 1896 die Möbelfabrik Rüttimann, die in der Hochblüte um die 300 Angestellte zählte. Die Industrialisierung führte so zu einem wirtschaftlichen Aufschwung und einer starken Bevölkerungszunahme. Im Jahre 1921 wurde die Kraftwerk Wägital AG gegründet und 1922–1926 die grossen Anlagen im Wägital und in Siebnen erstellt. Dadurch konnten die wilden Wasser der Aa gebändigt und die verheerenden Überschwemmungen eingedämmt werden.

Historisches Luftbild von Werner Friedli von 1953

## Bevölkerung

### Politische Zugehörigkeit
Die Ortschaft Siebnen gehört politisch zu den drei Gemeinden Galgenen, Schübelbach und Wangen. Die Grenzen verlaufen mitten durch den Ortskern. Siebnen besteht somit aus den Ortsteilen Siebnen-Galgenen, Siebnen-Schübelbach und Siebnen-Wangen. Siebnen-Galgenen wird durch die Wägitaler Aa vom übrigen Ort Siebnen getrennt.
Diese Konstellation führt zu kreativen, aber entsprechend komplizierten Lösungen. Das Siedlungsgebiet von Siebnen verfügt über eine eigene dreigeteilte, kommunale Selbstverwaltung. Die im Ort zu regelnden Angelegenheiten sind deshalb oft als Kompromisse zwischen den Bedürfnissen der Ortschaft Siebnen als Ganzem und den Entscheidungen der drei Gemeinden auszuhandeln.
Durch die fehlende kommunale Autonomie entstehen immer wieder Probleme, die durch die drei Gemeinden zusammen gelöst werden müssen. Im Bereich der Infrastruktur sind vor allem das dichte Netz der Schulhäuser und das Vorhandensein einer Mittelpunktschule erwähnenswert. Schwierigkeiten bereitet jedoch oft die Administration der Gemeinden, da vor allem bei Bautätigkeiten oft Unklarheit über die Zuständigkeit herrscht.

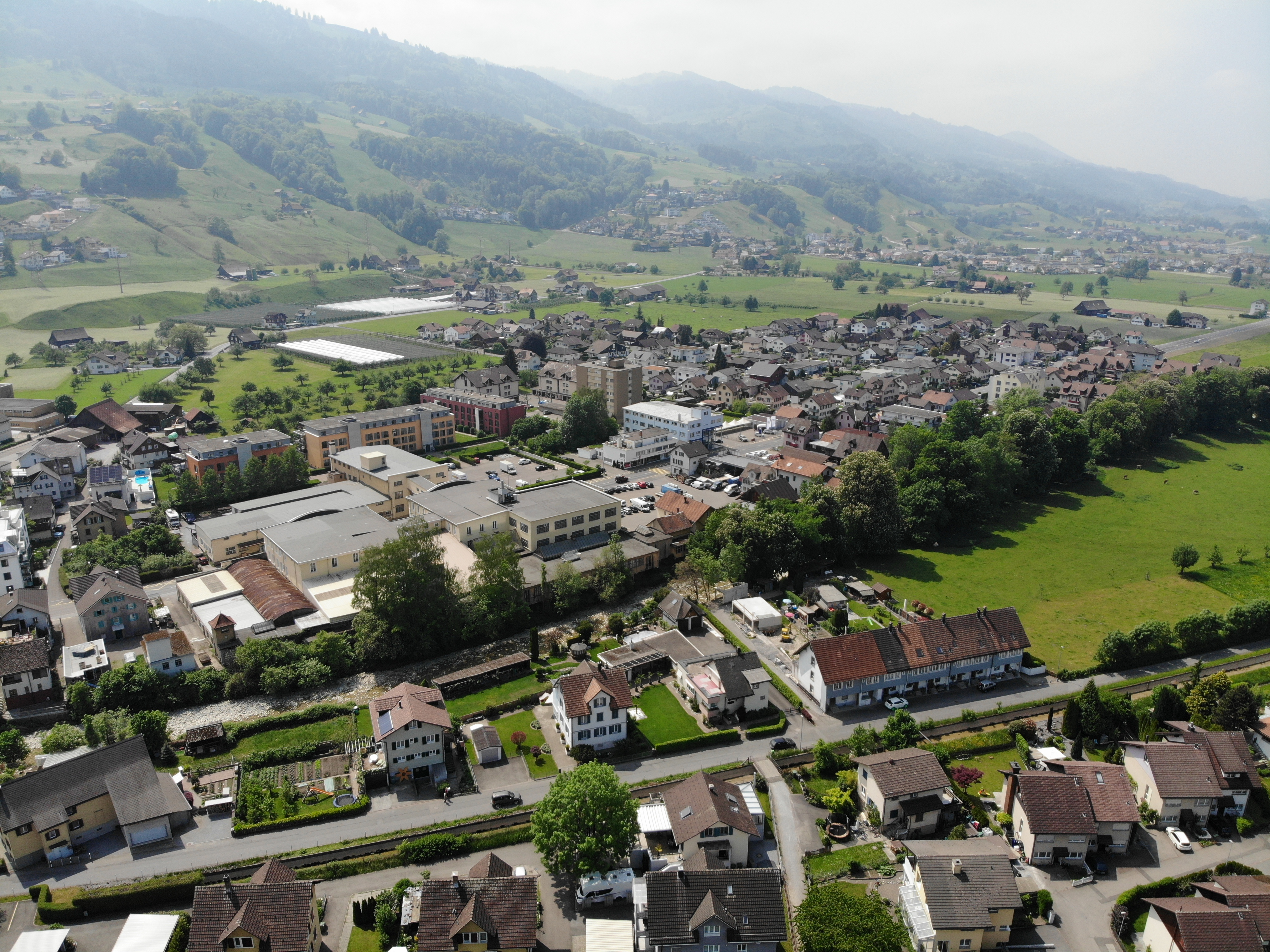
Siebnen mit Blick Richtung Galgenen. Quer durch das Bild geht die Wägitaler Aa.
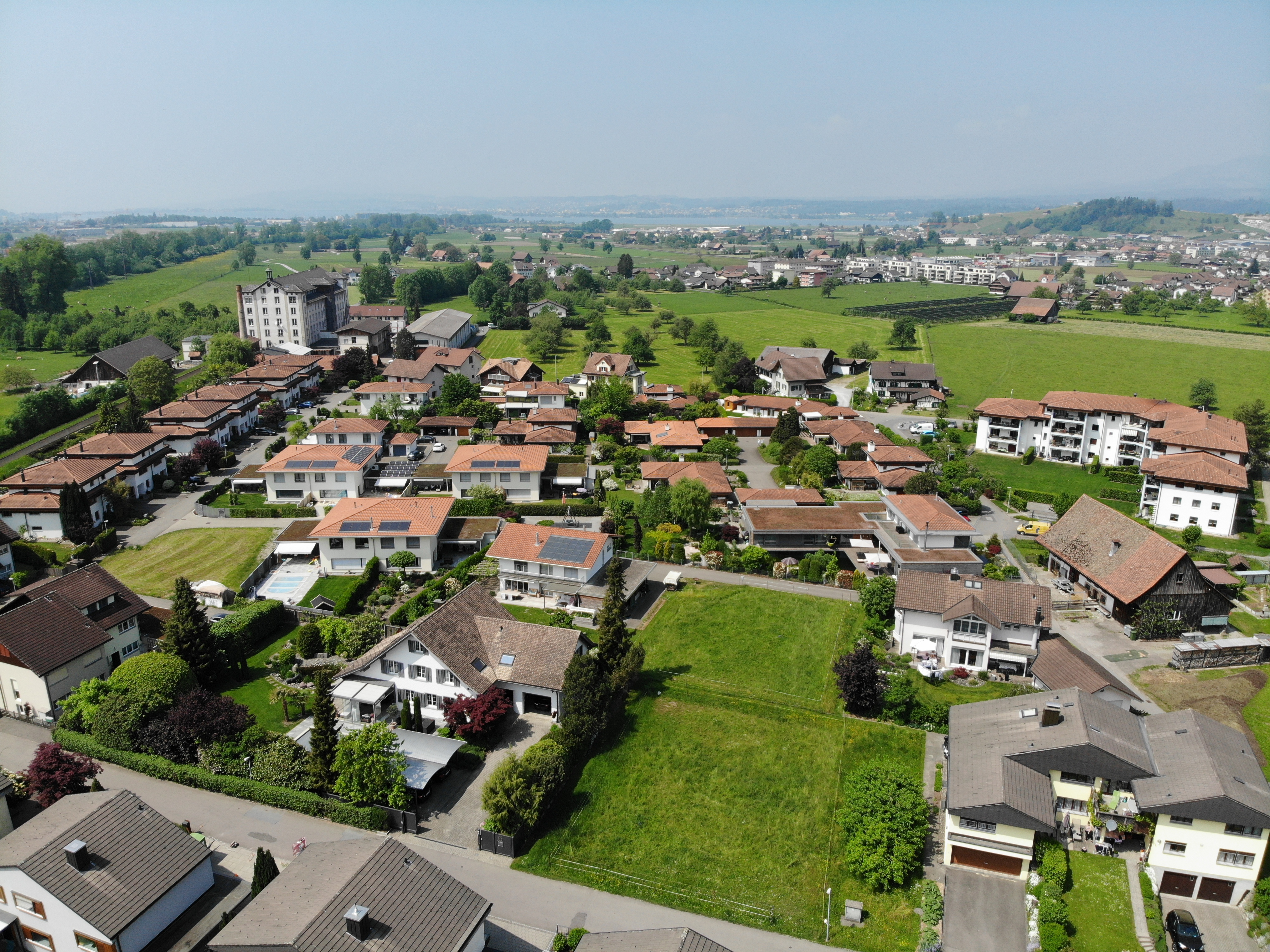
Siebnen mit Blick Richtung Wangen SZ.
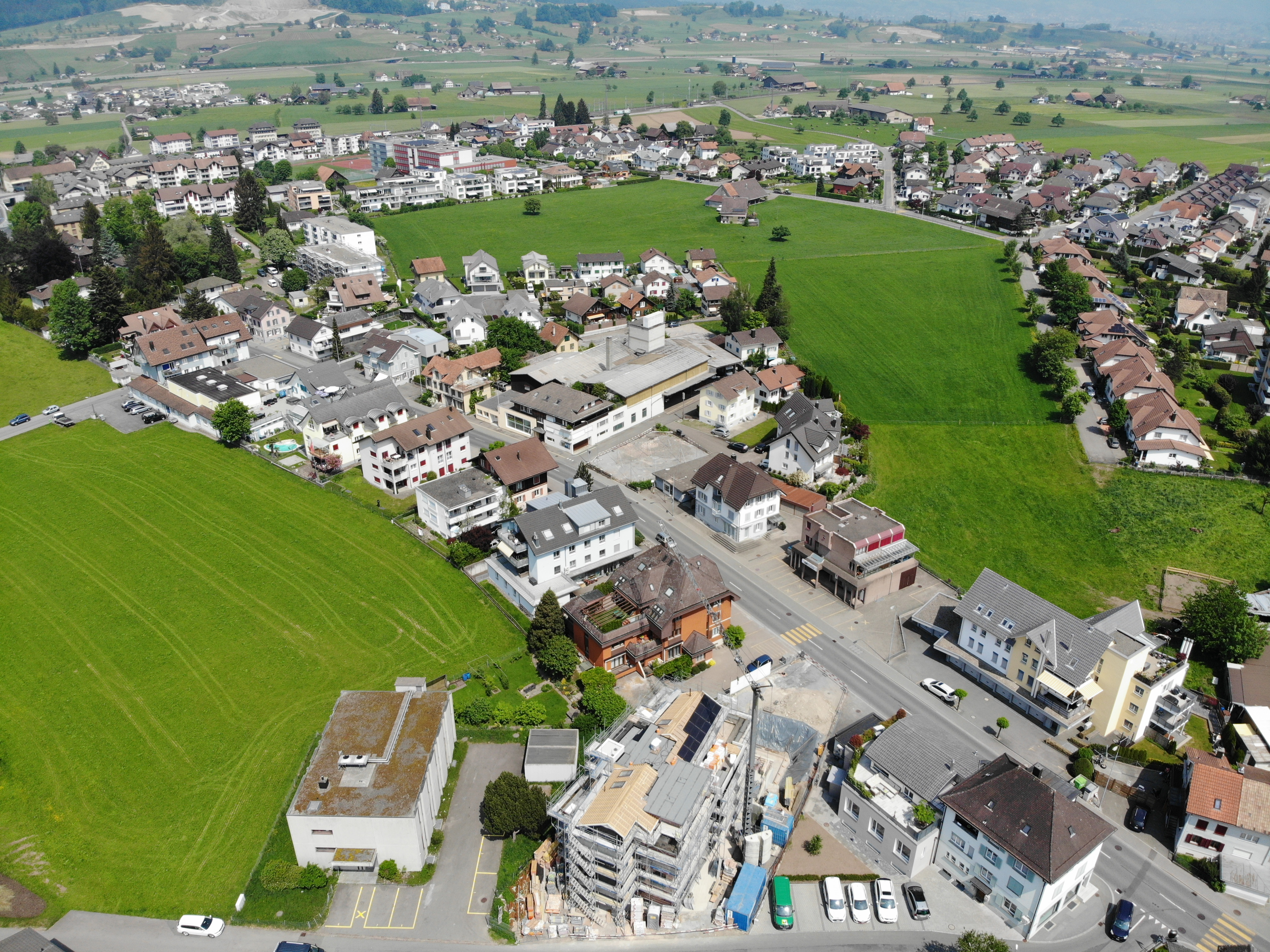
Siebnen mit Blick Richtung Gemeinde Wangen SZ sowie ganz rechts im Bild Gemeinde Schübelbach.
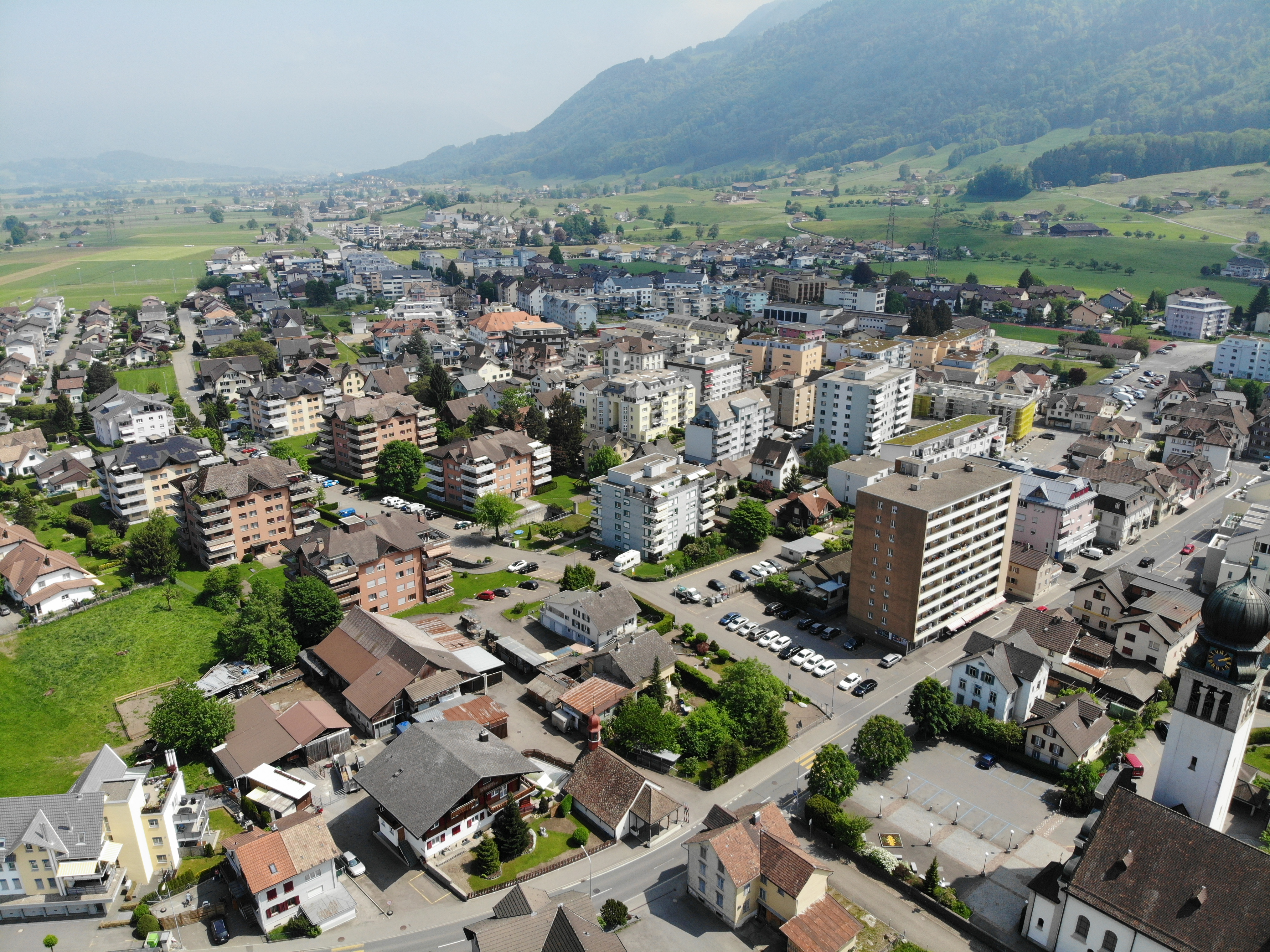
Siebnen mit Blick Richtung Schübelbach.

### Einwohnerzahlen
Die Einwohnerzahl gemäss Postkreis beträgt per 31. Dezember 2010 auf 7104 Einwohner. Die Grenzen als Ortschaft und die Grenzen der jeweiligen Postkreise verlaufen nicht gleich.
Die Einwohnerzahlen verteilen sich folgendermassen:
Gemeinde Schübelbach, Postkreis Siebnen: 3979 Einwohner
Gemeinde Wangen, Postkreis Siebnen: 1556 Einwohner
Gemeinde Galgenen, Postkreis Siebnen: 1569 Einwohner

## Verkehr

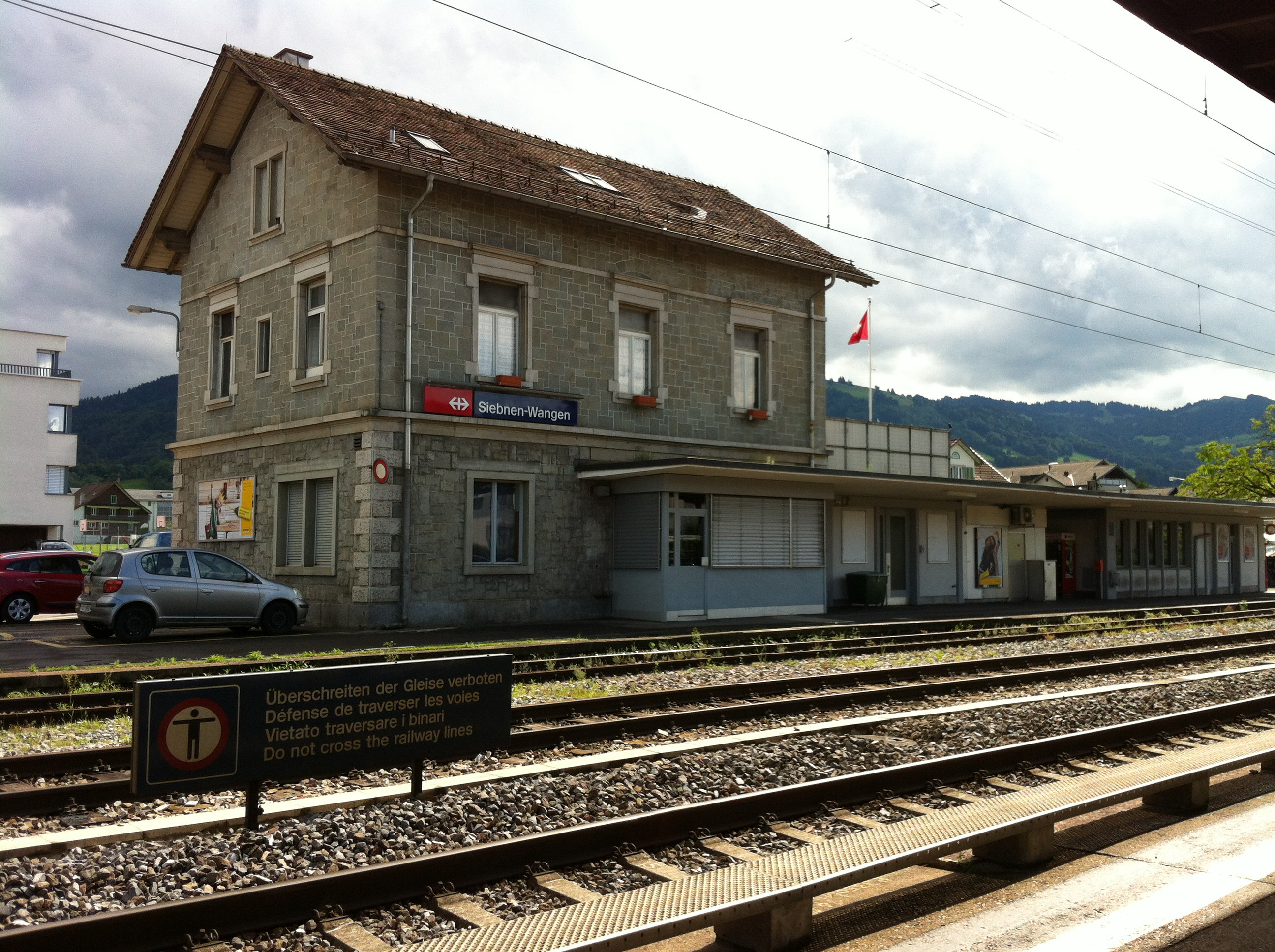
Bahnhof Siebnen-Wangen

Die Autobahn A3 bei Lachen erreicht man über Galgenen in kurzer Zeit. Die Verkehrsbelastung in Siebnen ist mit täglich ca. 14'000 Fahrzeugen  hoch. Im Zentrum befinden sich zudem die Einmündungen der Strassenverbindungen Richtung Wägital und Wangen sowie die Knoten Staldenstrasse und Büelstrasse. Das hohe Verkehrsaufkommen führt in Verbindung mit den engen Platzverhältnissen und den Verzweigungen speziell in den Spitzenstunden zu erheblichen Verkehrsbehinderungen.
Siebnen verfügt über einen gemeinsamen Bahnhof mit Wangen. Folgende Bahnlinien halten am Bahnhof:
- S 2 Zürich Flughafen – Zürich HB – Pfäffikon SZ – Ziegelbrücke
- S 25 Zürich HB – Pfäffikon SZ – Ziegelbrücke – Glarus – Linthal
- 35 Bern – Burgdorf – Olten – Zürich HB – Chur  FS  (Aare Linth)
- S 27 Siebnen-Wangen – Ziegelbrücke

Der Bahnhof figuriert als Busdrehscheibe für die Region Obermarch. Es gibt Busverbindungen in Richtung Pfäffikon SZ, Ziegelbrücke, Wägital, Nuolen und Uznach.

## Schule und Bildung
Siebnen bietet vier Kindergärten: einen im Ortsteil Siebnen-Galgenen (Schulhaus Büel), einen im Ortsteil Siebnen-Wangen (Kindergarten Siebnen) und drei im Ortsteil Siebnen-Schübelbach (Doppelkindergarten Spielweg, Stockbergschulhaus und Kindergarten Ausserdorf). Die Primarschule des Ortsteils Siebnen-Galgenen befindet sich am gleichen Ort wie der Kindergarten. In Siebnen-Schübelbach hat es wiederum drei (Stockbergschulhaus 1, Stockbergschulhaus 2 und Schulhausdorf). Die Gemeinde Wangen SZ hat ihre Schulen im Dorf Wangen selbst konzentriert. Siebnen beherbergt auch die Oberstufenschule, wo bis ins Jahre 2001 sämtliche Oberstufenschüler der ganzen Obermarch (Siebnen, Wangen, Vorderthal, Innerthal, Nuolen, Schübelbach, Buttikon, Reichenburg und Tuggen) zur Schule gingen. Die Schülerzahl hat sich dann mit dem Bau der Mittelpunktschule Obermarch in Buttikon halbiert. Weil die Schule dennoch überfüllt war, wurde sie 2008/2009 erweitert. In Siebnen ist auch die Montessorischule March ansässig. Für die gymnasiale Weiterbildung steht die Kantonsschule Ausserschwyz mit den Standorten Pfäffikon SZ und Nuolen zur Verfügung.

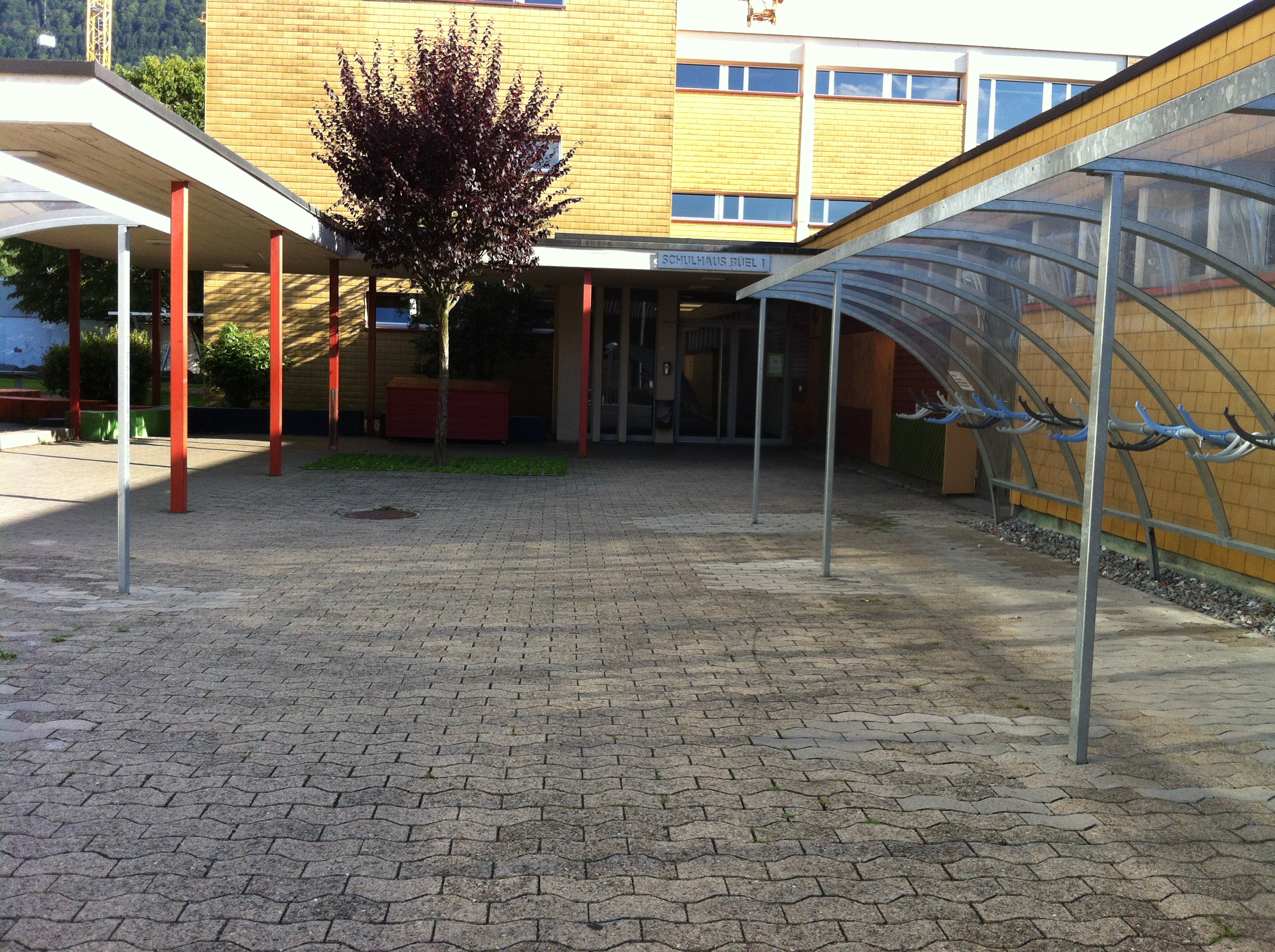
Schulhaus Büel
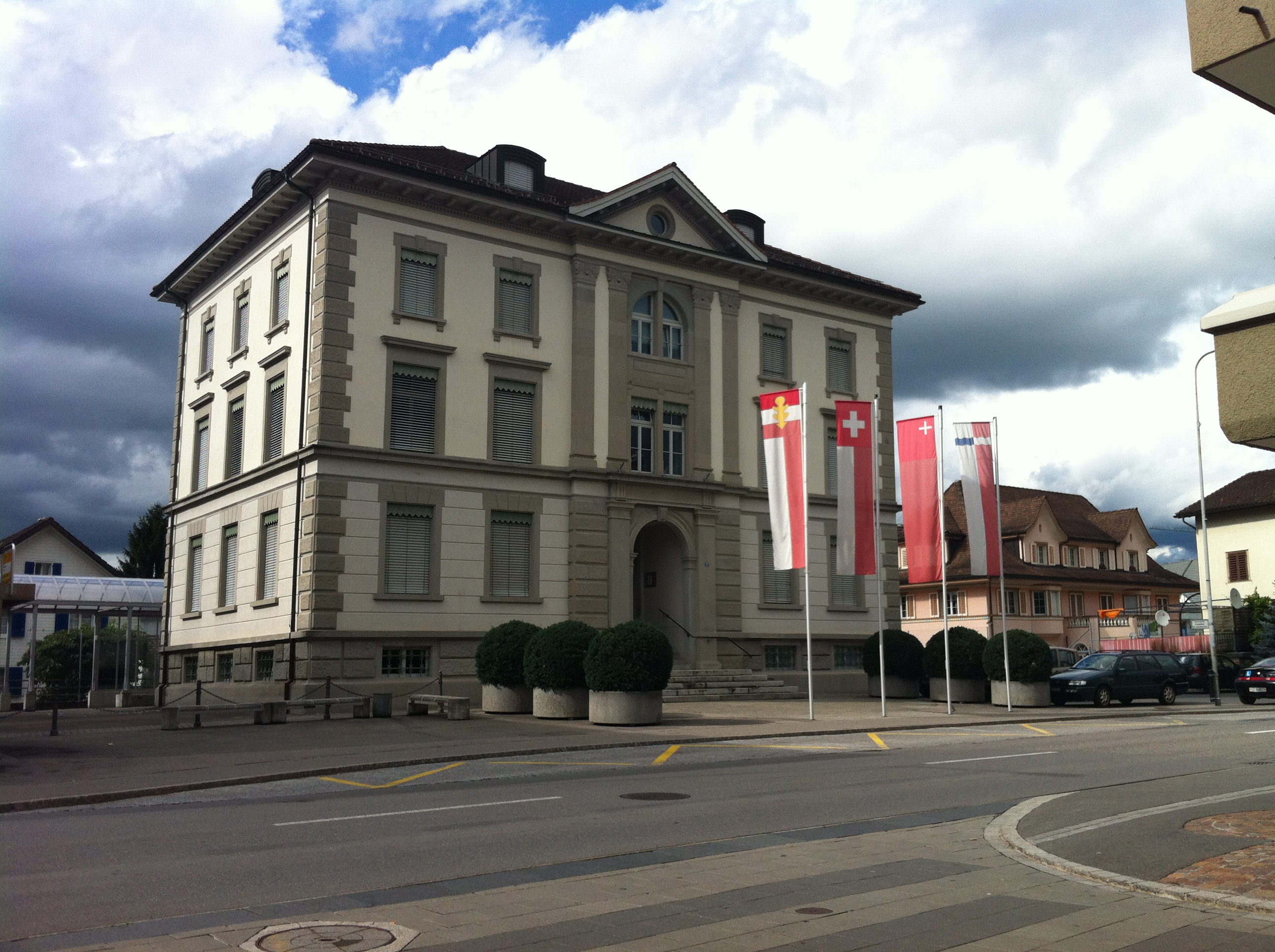
Dorfschulhaus
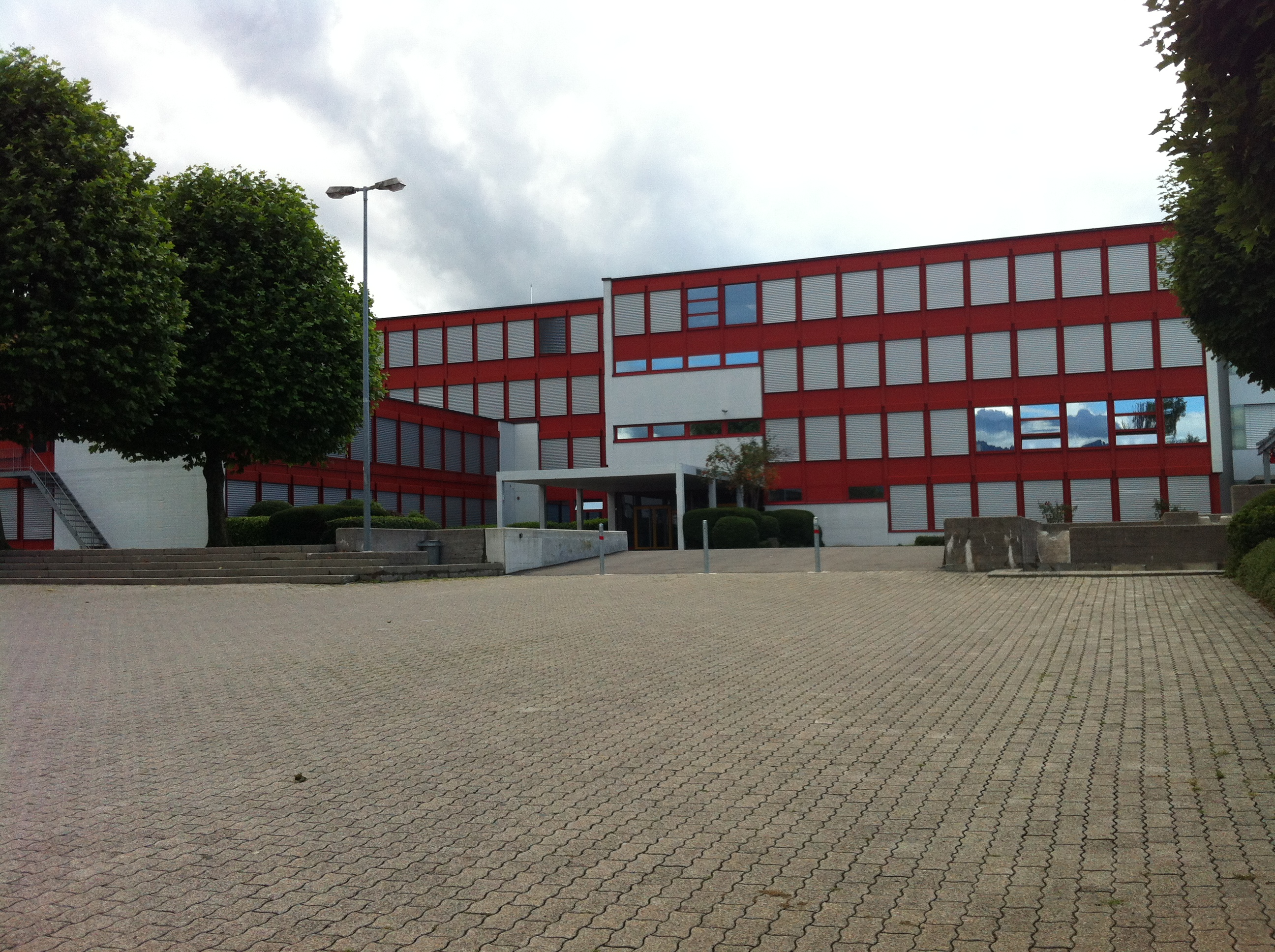
Mittelpunktschule Siebnen
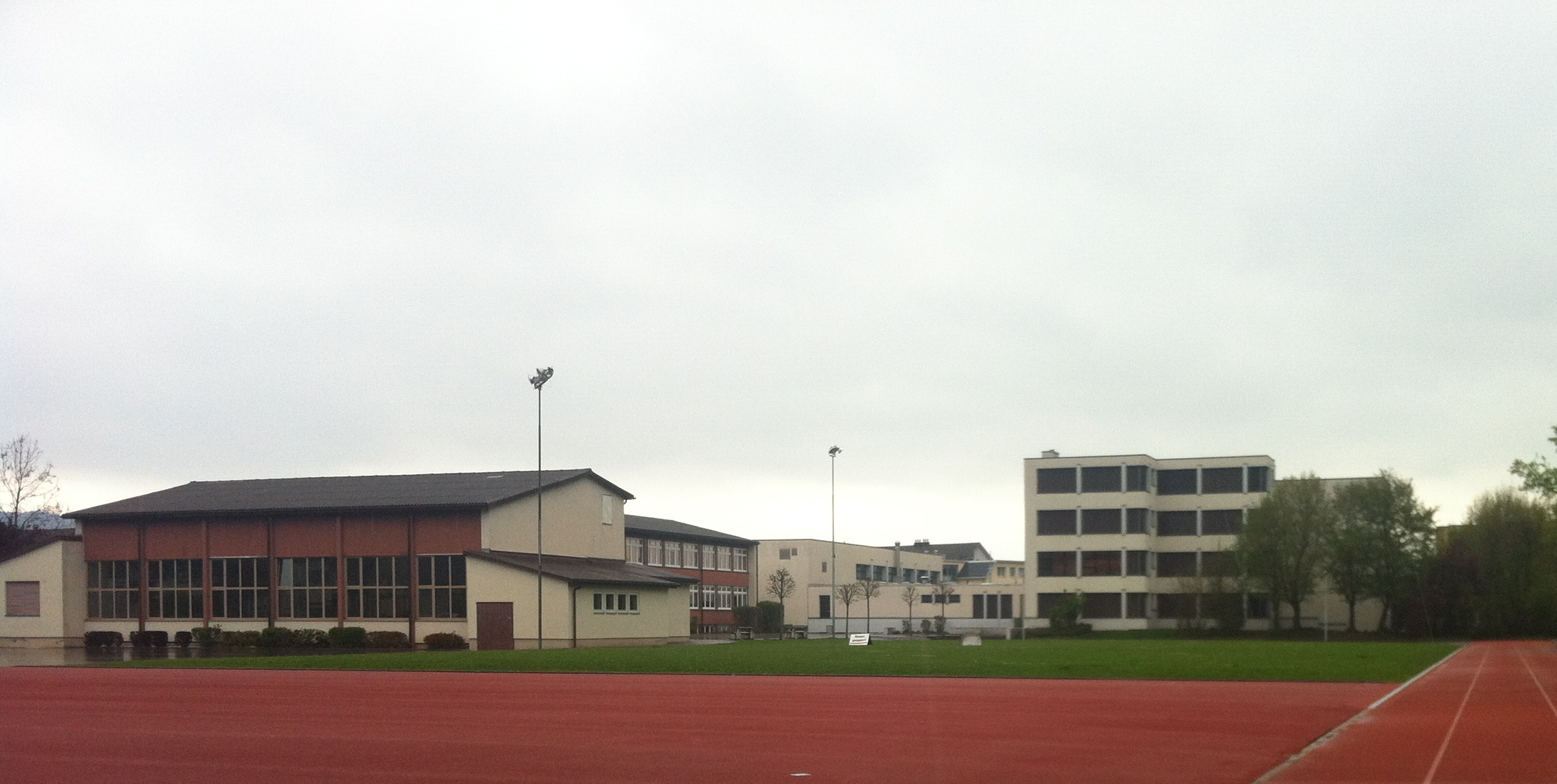
Stockbergschulhäuser
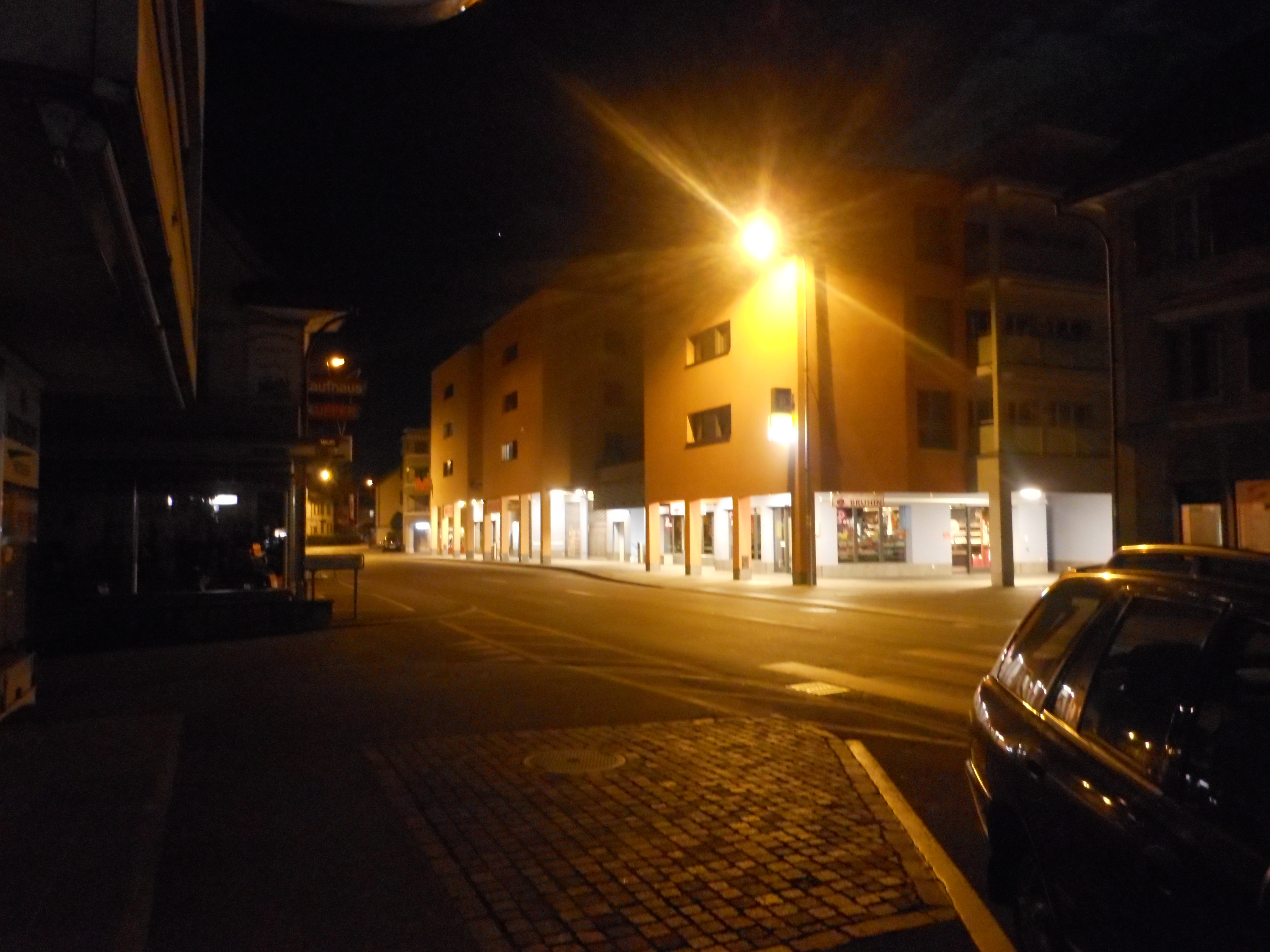
Siebnen in der Nacht
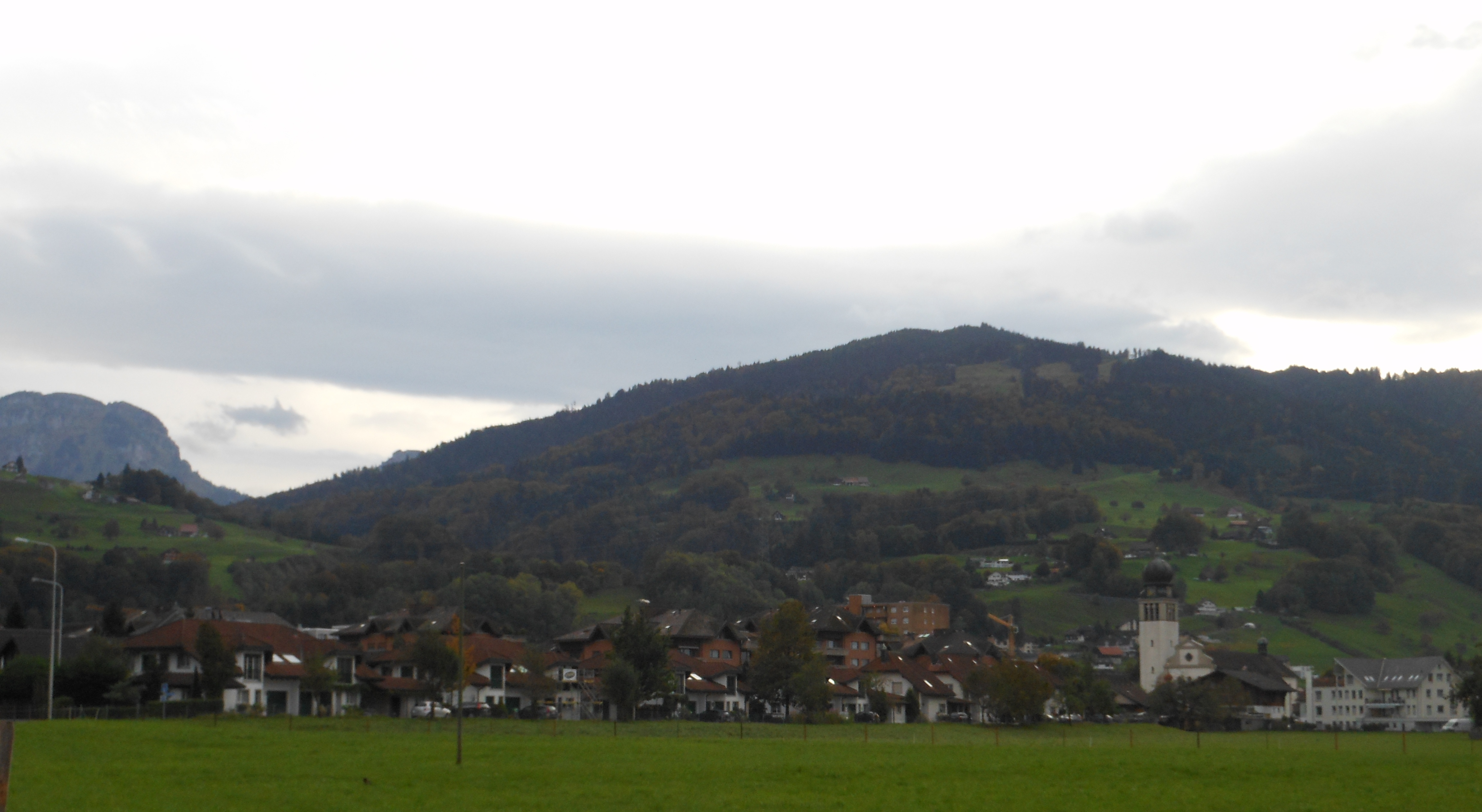
Siebnen im Herbst

## Religion
Mit der evangelischen und katholischen Kirche verfügt Siebnen über zwei religiöse Bauten. Die evangelisch-reformierte Kirche an der Wägitaler Aa wurde 1878 nach dreijähriger Bauzeit eingeweiht und ist im Besitz der evangelischen Pfarrei March, die um 1925 errichtete römisch-katholische Kirche Herz Jesu beim grössten Wohnblock des Dorfes ist im Besitz der Pfarrei Siebnen.

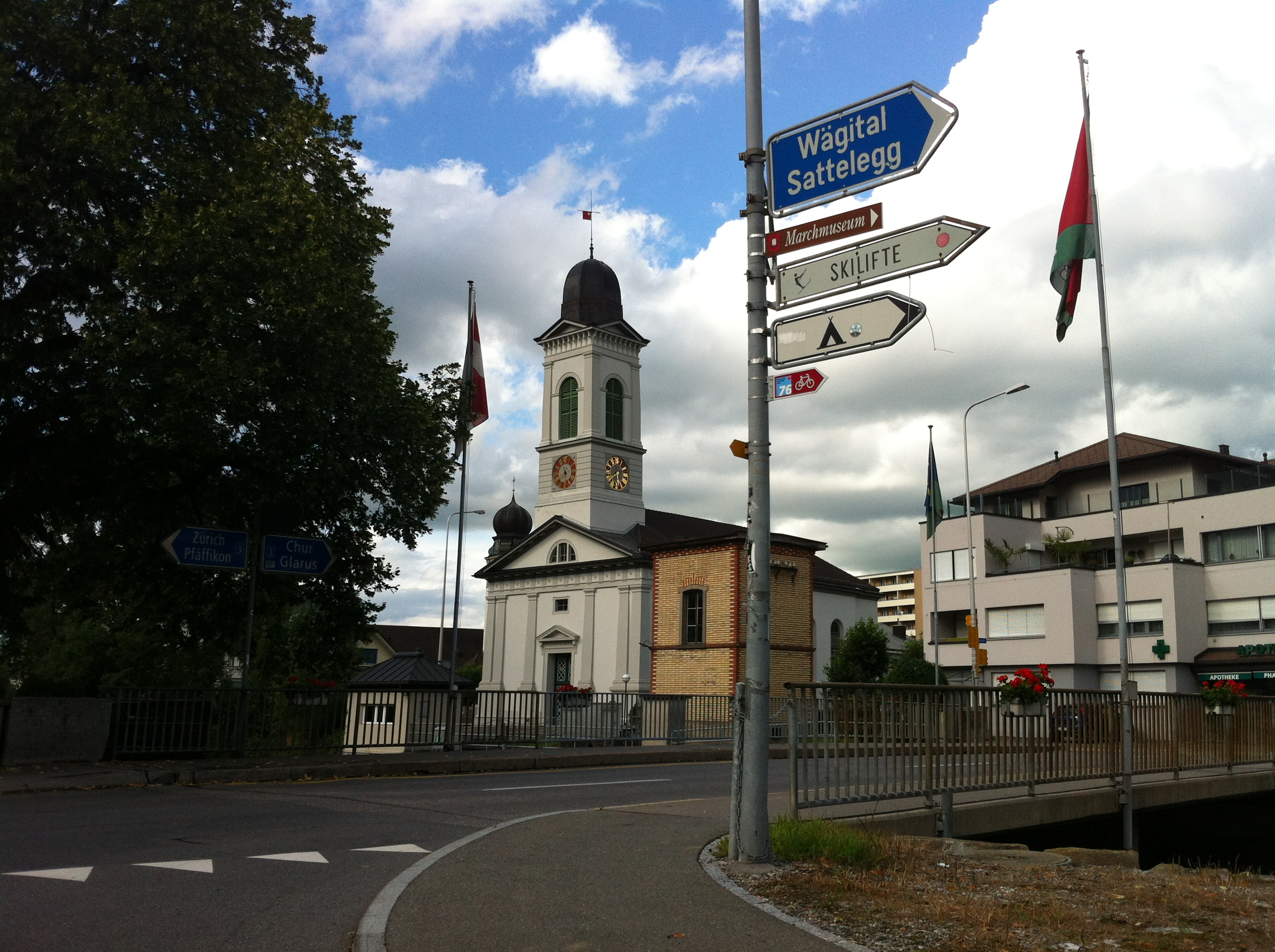
Reformierte Kirche
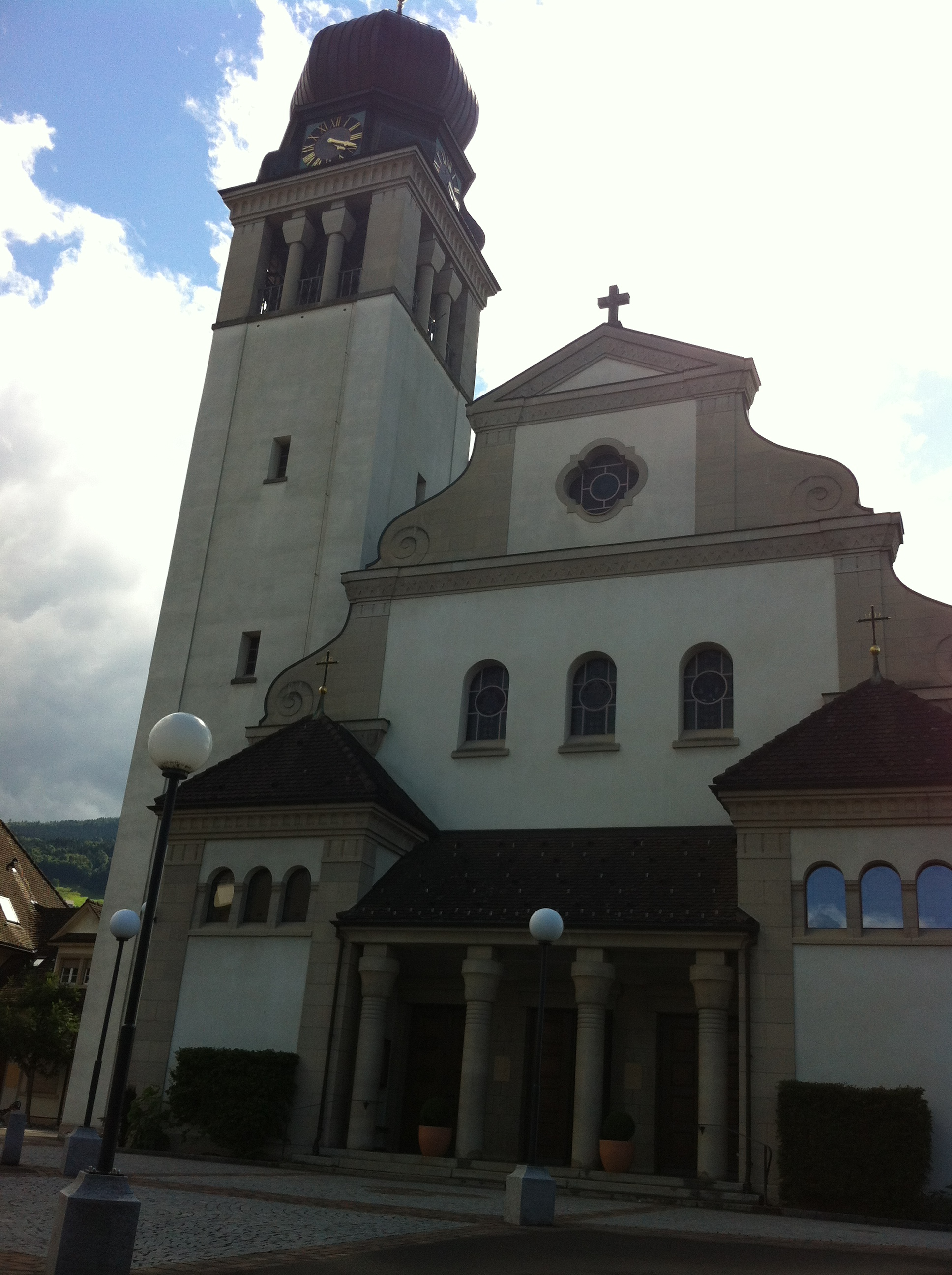
Katholische Kirche
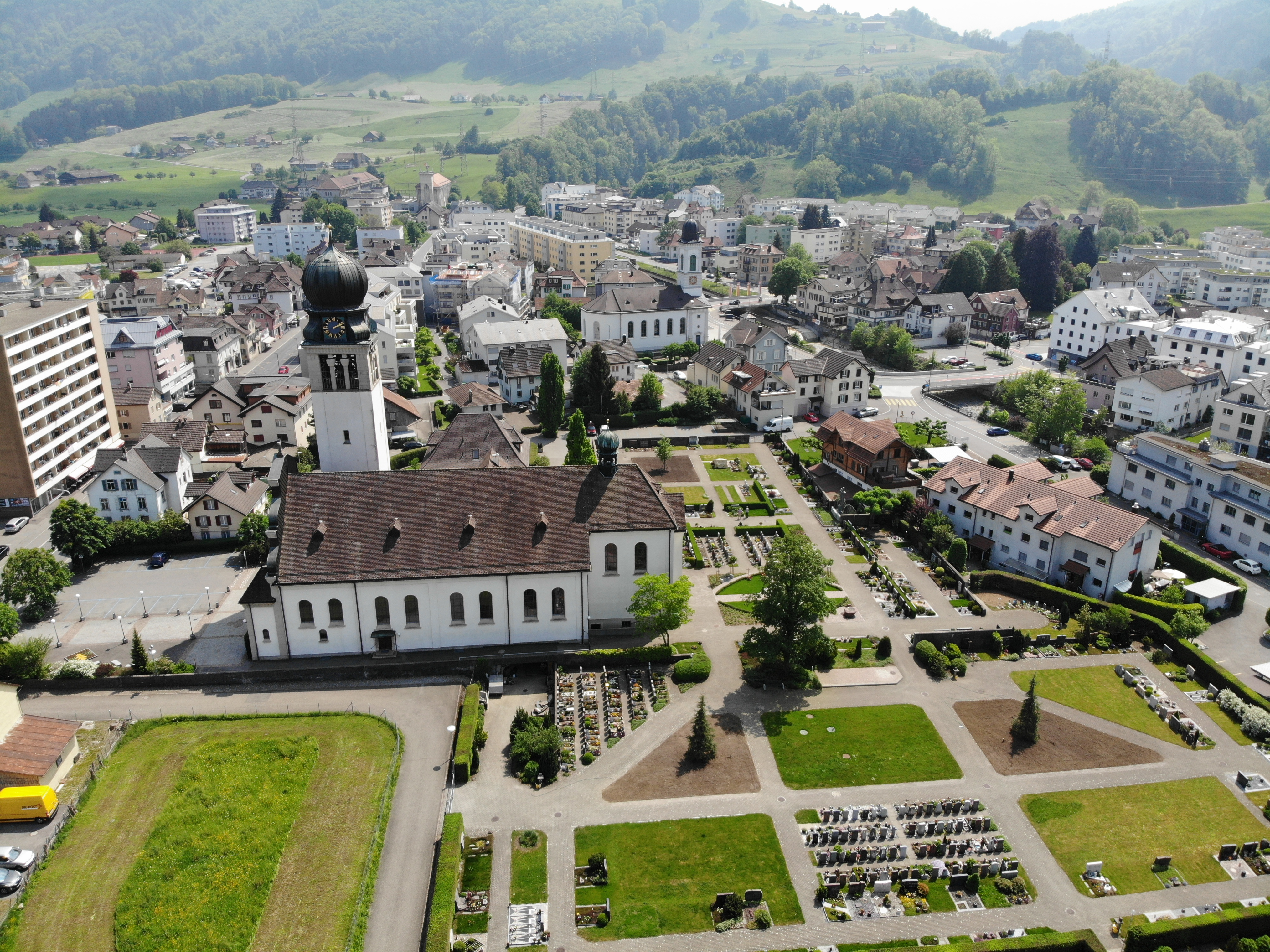
Katholische Kirche im Vordergrund, reformierte Kirche im Hintergrund.

## Kultur
Bekannt ist Siebnen für den jährlich im September stattfindenden Siebner Märt, der zu den grössten Jahrmärkten der Region zählt, sowie die Fastnachtsumzüge im Januar und Februar, an denen jeweils mehr als 40 Vereine und Verbände teilnehmen. Die Röllizunft Siebnen ist Mitglied der Vereinigung Schwäbisch-Alemannischer Narrenzünfte (VSAN).

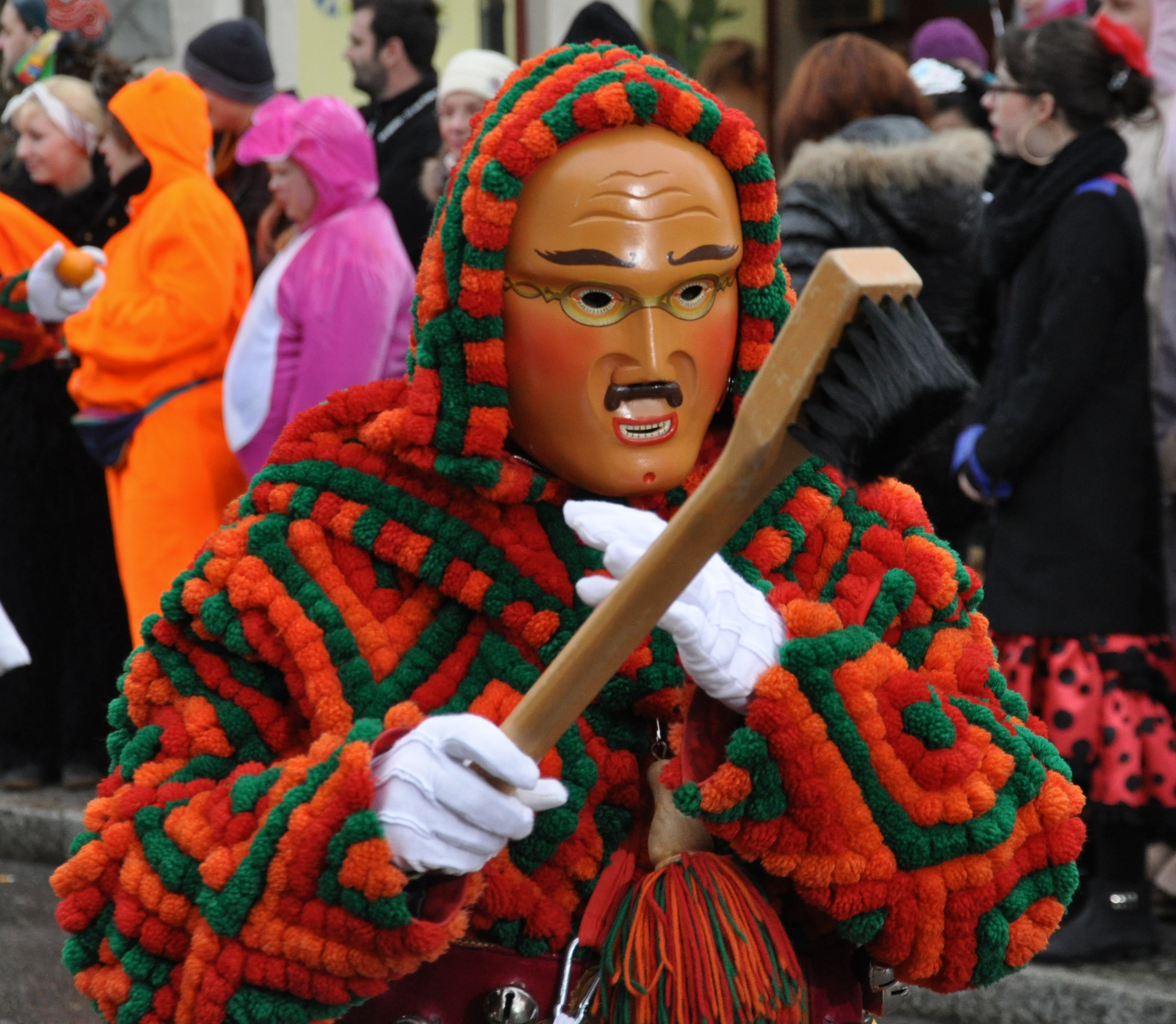
„Rölli“ der Röllizunft Siebnen
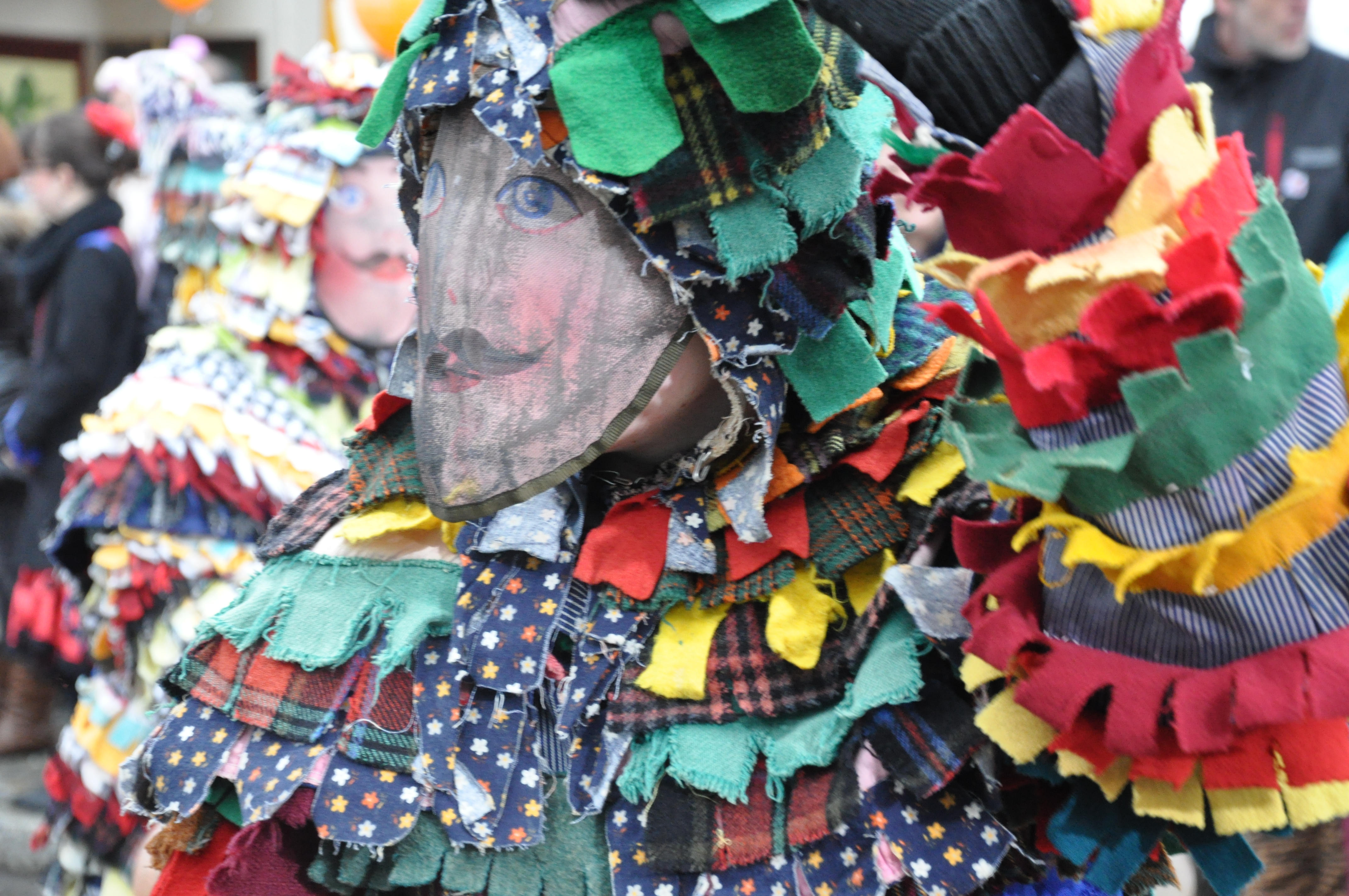
„Fossli“  der Röllizunft Siebnen
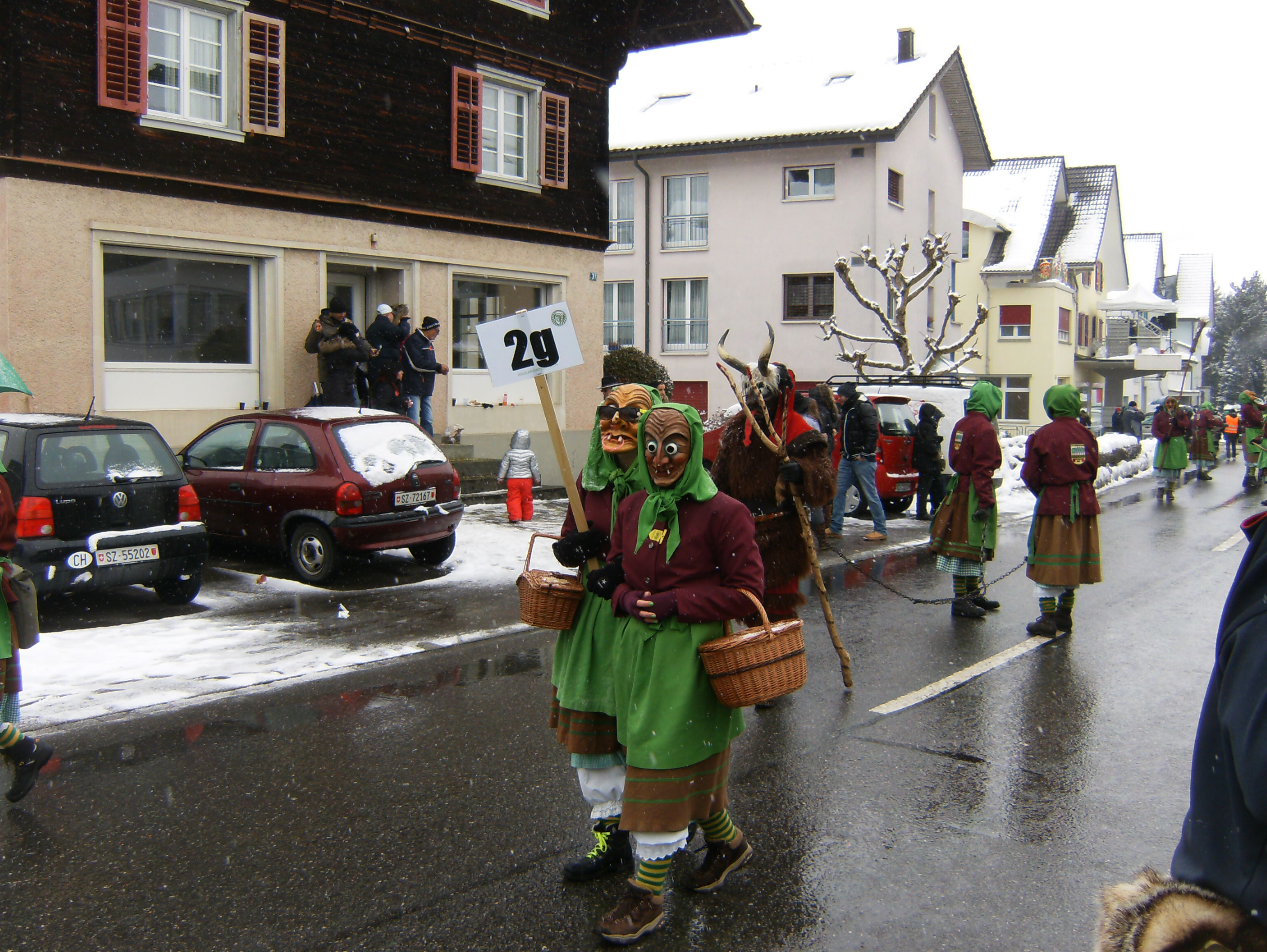
Stockberghexen Siebnen
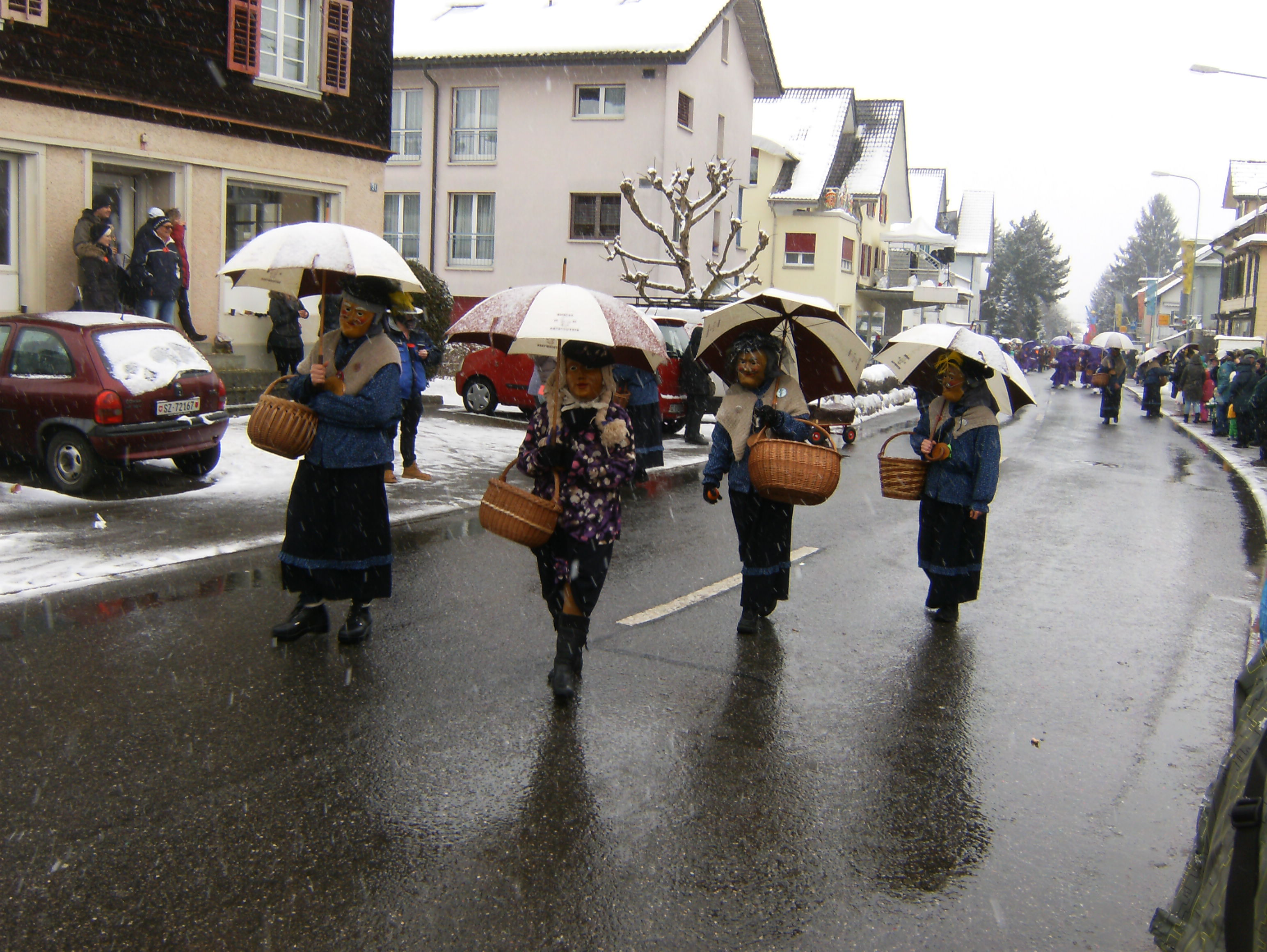
Siebner Rätschwyber
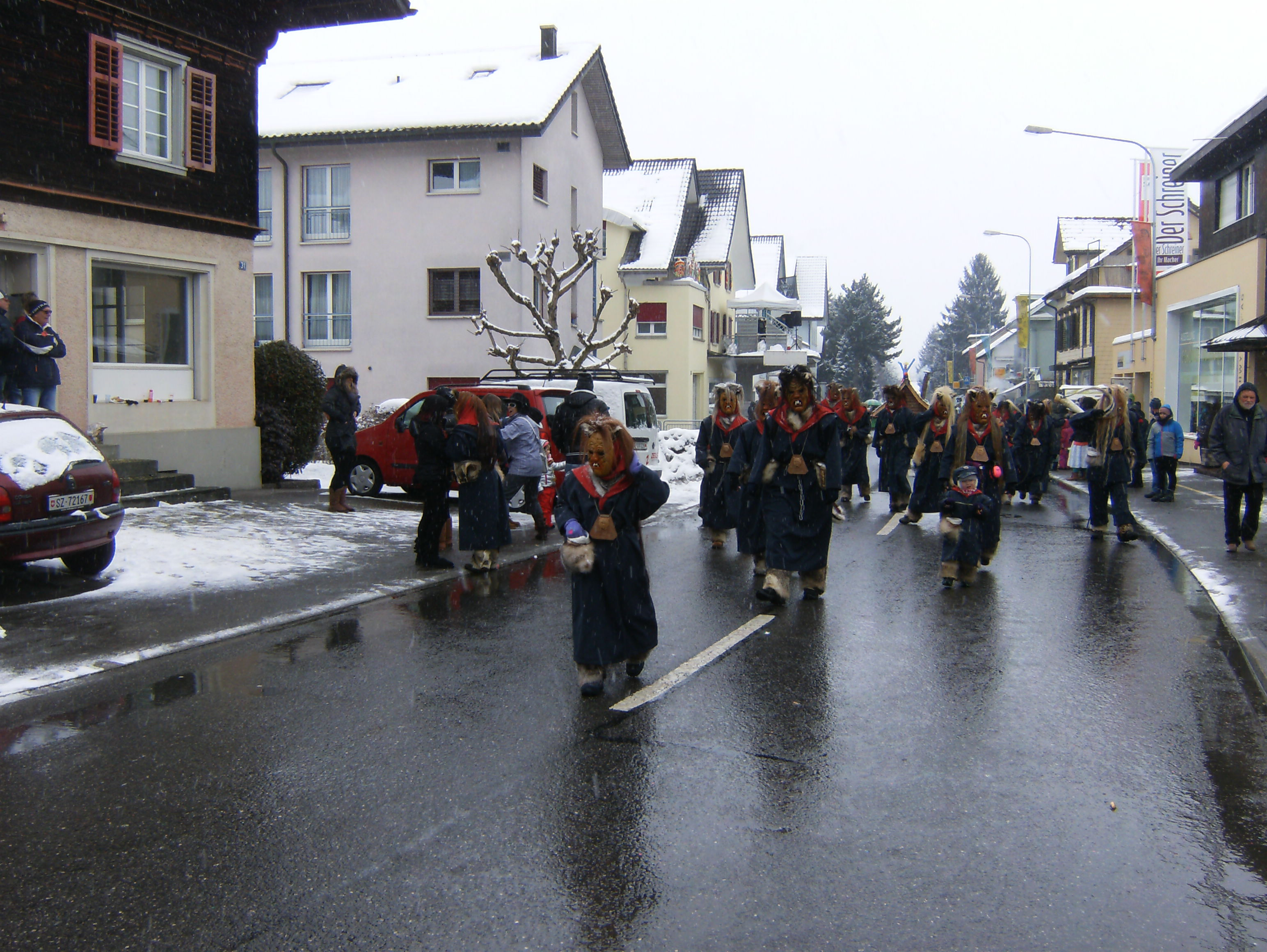
Trepsä-Hudler Siebnen

## Sehenswürdigkeiten
- St.-Niklaus-Kapelle (13. Jahrhundert)
- Weberei Honegger (1842)
- Evangelisch-reformierte Kirche der March (1878)
- Kraftwerk Wägital (1922)
- Katholische Kirche Herz-Jesu (Grundsteinlegung 1925, Einweihung der Kirche am 19. Juni 1927)
- Alte Fabrik Siebnen

## Persönlichkeiten
Der Theaterregisseur Werner Düggelin (1929–2020) wuchs in Siebnen auf.